# Krum Czuczurow
Krum Antonow Czuczurow (bg. Крум Антонов Чучуров; ur. 23 maja 1990) – bułgarski zapaśnik walczący w stylu wolnym. Zajął dwunaste miejsce w Pucharze Świata w 2011. Trzeci na ME juniorów w 2010 roku.